# シルバン・エンディアエ
シルヴァン・パトリック・ジャン・エンディアエ（Sylvain Patrick Jean N'Diaye, 1976年6月25日 - ）は、フランス・パリ出身の元サッカー選手。元セネガル代表である。ポジションはミッドフィルダー。

## 来歴
守備的な中盤の選手で、2002 FIFAワールドカップに出場した。2006年までに代表で25試合に出場した。2008年にレバンテUDからスタッド・ランスに完全移籍した。

## 所属クラブ
- FCジロンダン・ボルドー　1996-1998
  - → FCマルティーグ (loan)　1997-1998
- KAAヘント　1998-2000
  - → ASモナコ (loan)　1999
  - → トゥールーズFC (loan)　1999-2000
- リールOSC　2000-2003
- オリンピック・マルセイユ　2003-2005
- レバンテUD　2005-2008
  - → CDテネリフェ (loan)　2007-2008
- スタッド・ランス 2008-2010
- ASカンヌ 2010-2011

## 代表歴

### 出場大会
- セネガル代表
  - 2002 FIFAワールドカップ

### 試合数
- 国際Aマッチ 25試合 0得点（2001年-2006年）[2]

| セネガル代表 | 国際Aマッチ | 国際Aマッチ |
| 年           | 出場        | 得点        |
| ------------ | ----------- | ----------- |
| 2001         | 1           | 0           |
| 2002         | 6           | 0           |
| 2003         | 7           | 0           |
| 2004         | 10          | 0           |
| 2005         | 0           | 0           |
| 2006         | 1           | 0           |
| 通算         | 25          | 0           |